# Lárrede
Lárrede (Larrede en aragonés) es una localidad española actualmente perteneciente al municipio de Sabiñánigo, en la provincia de Huesca. Pertenece a la comarca del Alto Gállego, en la comunidad autónoma de Aragón.

## Historia
Lárrede aparece mencionado por primera vez en el Cartulario de San Juan de la Peña datado en el 920 que lo sitúa como una tenencia limítrofe de San Martin de Cercito, ya en el 1121 aparece Galín de Lárrede como su tenente en una concordia entre los obispos Esteban de Huesca y Pedro de Zaragoza.
Durán Gudiol apunta que este Galín debía de ser el tercer miembro de una familia conocida en la zona y que podría estar relacionada con la construcción de la iglesia de la población y de la torre de la población.
En el siglo XV contaba con 18 vecinos y se encuadraba en el señorío de los Abarca, ya en el siglo XVII la mitad de la población estaba en posesión de una rama cadete de los López de Hoz de Jaca y posteriormente en la primera mitad del siglo XIX tanto el pueblo como el castillo eran de la Duquesa de Híjar.

## Patrimonio
- Torraza de Lárrede
- Iglesia de San Pedro (Lárrede)
- El centro de interpretación está instalado en la antigua herrería del pueblo de Lárrede cercana a la iglesia de San Pedro. El espacio expositivo, dedicado a las iglesias de Serrablo, no tiene horario y puede ser visitado cuando se desee, pues está siempre abierto para todo el que se acerque hasta Lárrede.[5]

## Galería

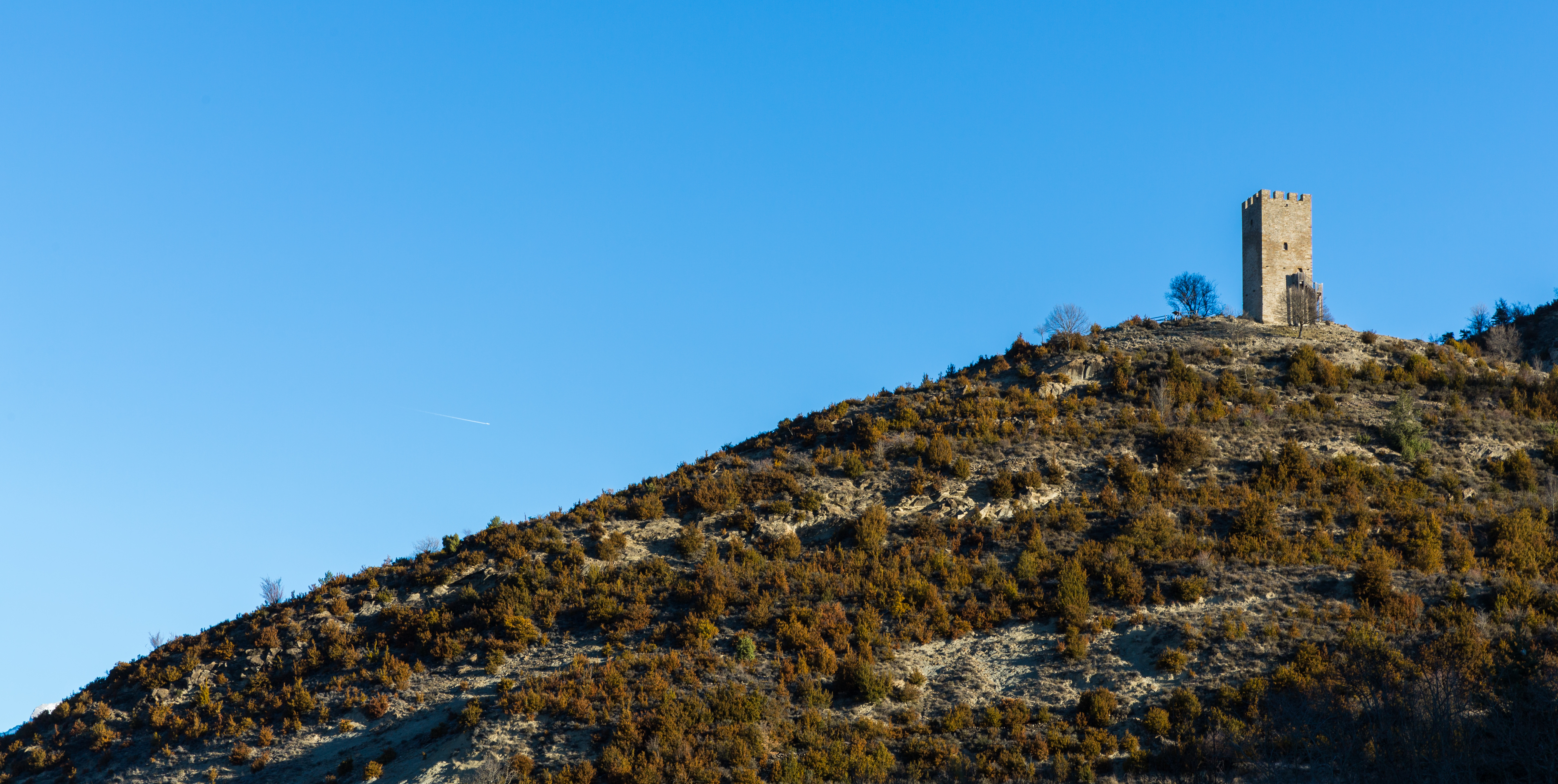
Torre del Moro.
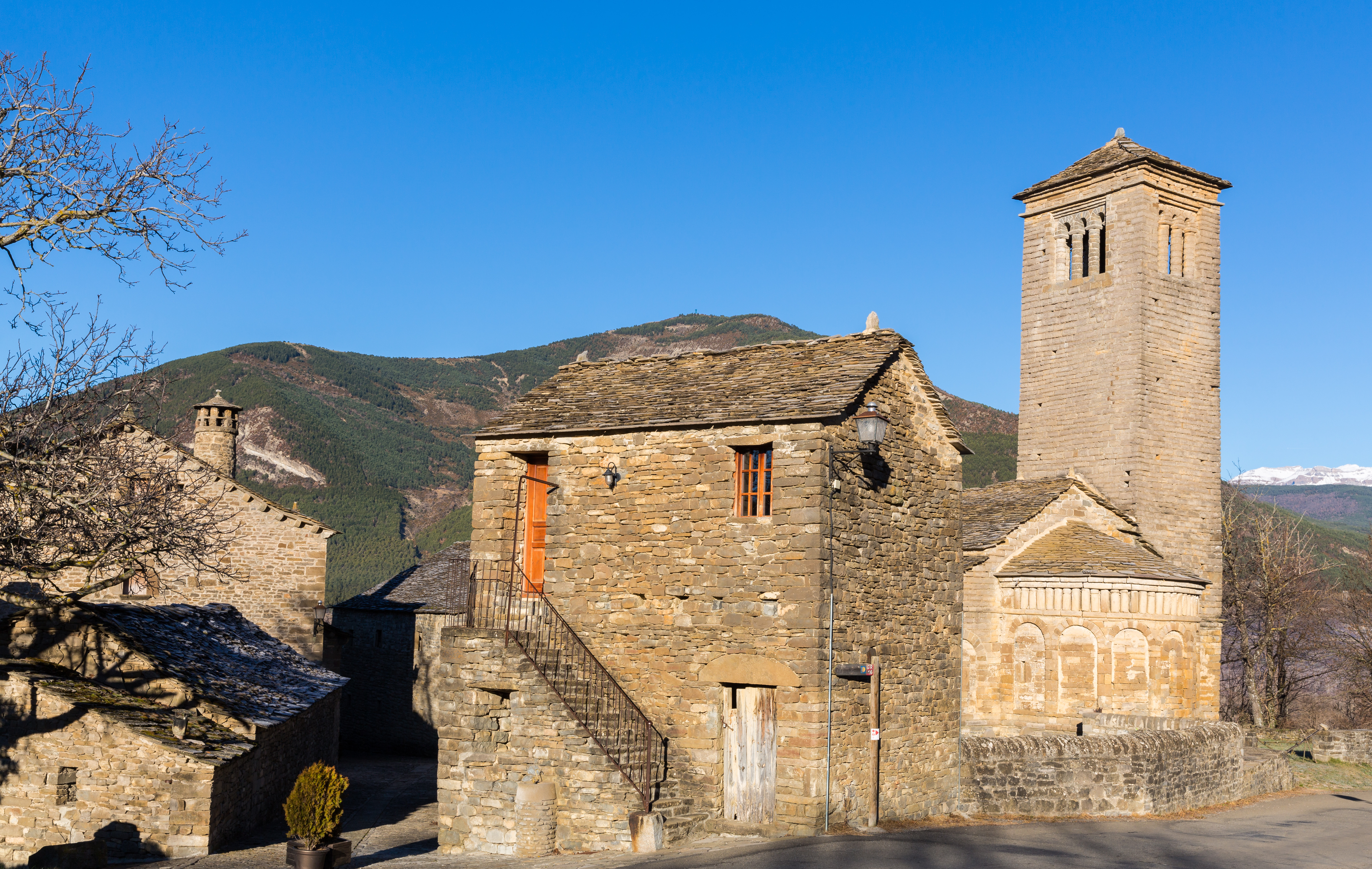
Complejo de la iglesia de San Pedro.
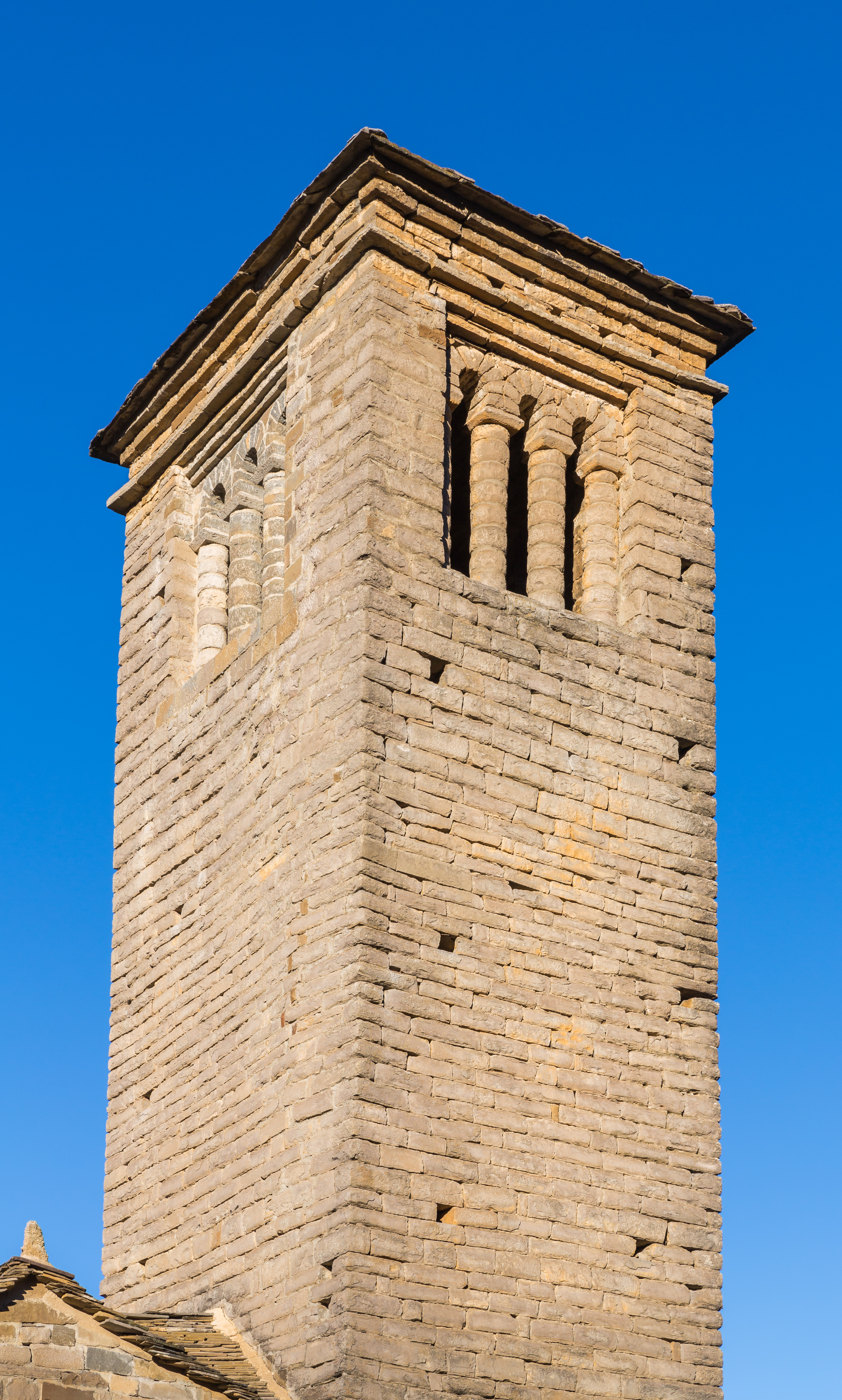
Detalle del campanario.
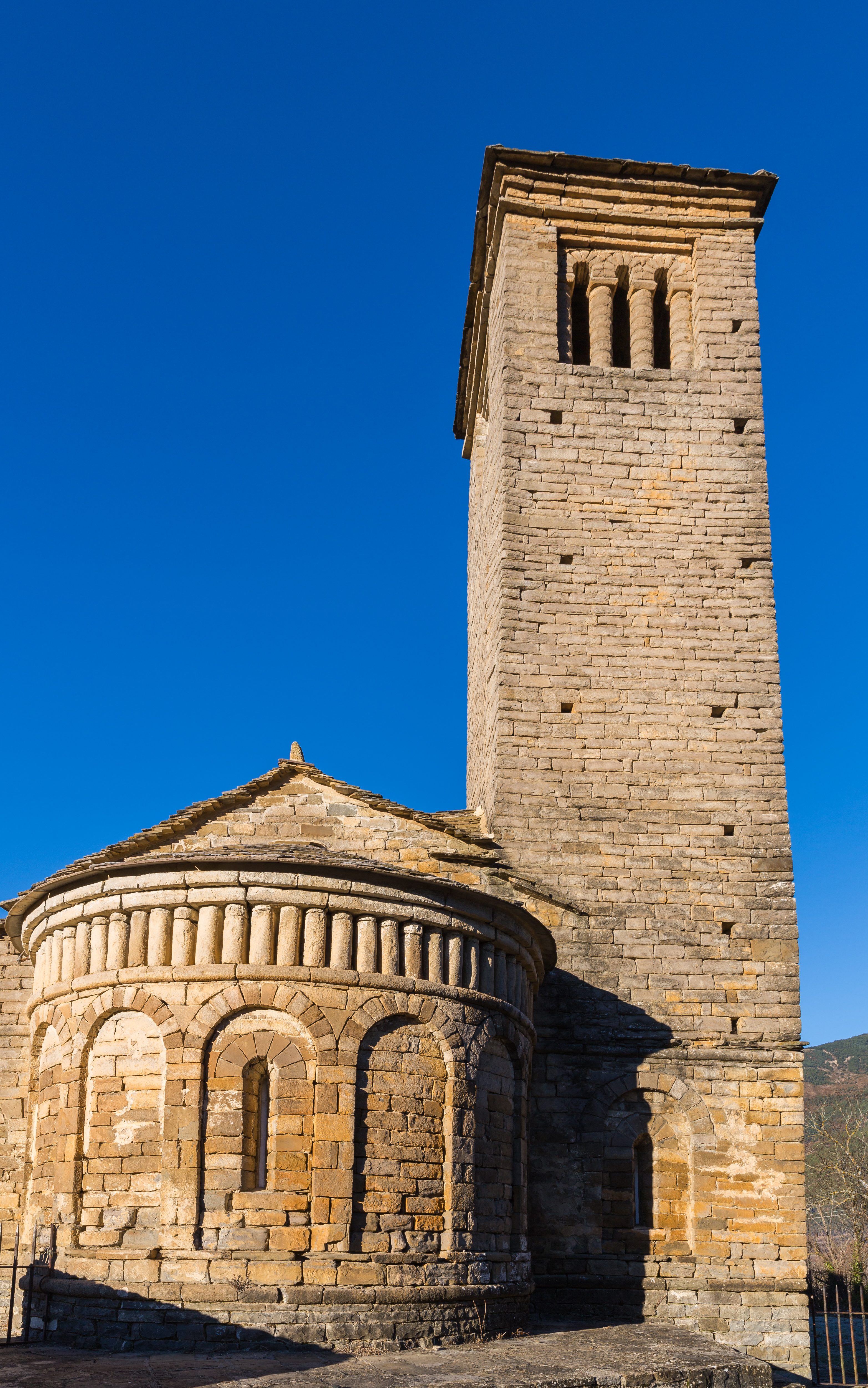
Campanario y ábside.